# Swainsona leeana
Swainsona leeana är en ärtväxtart som beskrevs av J.Z.Weber. Swainsona leeana ingår i släktet Swainsona och familjen ärtväxter. Inga underarter finns listade i Catalogue of Life.